# Оксел Ба
Оксел Ба (фр. Auxelles-Bas) је насељено место у Француској у региону Франш-Конте, у департману Територија Белфор.
По подацима из 2011. године у општини је живело 481 становника, а густина насељености је износила 51,12 становника/km².

## Демографија
| 1962. | 1968. | 1975. | 1982. | 1990. | 2011. |
| ----- | ----- | ----- | ----- | ----- | ----- |
| 321   | 283   | 325   | 361   | 353   | 481   |